# Masaru Mukai
Masaru Mukai (japanska: 向井 優?, Mukai Masaru) född 1949, en japansk astronom.
Minor Planet Center listar honom som M. Mukai och som upptäckare av 13 asteroider. Alla tillsammans med landsmannen Masanori Takeishi.

## Asteroider upptäckta av Masaru Mukai
| 4703 Kagoshima [A]                            | 16 januari 1988  |
| 5139 Rumoi [A]                                | 13 november 1990 |
| 5286 Haruomukai [A]                           | 4 november 1989  |
| 5468 Hamatonbetsu [A]                         | 16 januari 1988  |
| 5640 Yoshino [A]                              | 21 oktober 1989  |
| 5960 Wakkanai [A]                             | 21 oktober 1989  |
| 8866 Tanegashima [A]                          | 26 januari 1992  |
| 9368 Esashi [A]                               | 26 januari 1993  |
| 10516 Sakurajima [A]                          | 1 november 1989  |
| 11064 Dogen [A]                               | 30 november 1991 |
| 14446 Kinkowan [A]                            | 31 oktober 1992  |
| 15790 Keizan [A]                              | 8 oktober 1993   |
| 1993 BS6 [A]                                  | 30 januari 1993  |
| Upptäckt tillsammans med: A Masanori Takeishi |                  |